# 7105 Yousyozan
7105 Yousyozan è un asteroide della fascia principale. Scoperto nel 1977, presenta un'orbita caratterizzata da un semiasse maggiore pari a 2,4096847 UA e da un'eccentricità di 0,1722873, inclinata di 2,93872° rispetto all'eclittica.